# سروان مارلو
سروان مارلو (فرانسوی: Capitaine Marleau‎) یک مجموعهٔ تلویزیونی جنایی فرانسوی است که پخش آن از ۲۰ دسامبر ۲۰۱۴ از شبکهٔ فرانسه ۳ شروع شد و تا کنون، دو فصل از آن منتشر شده‌است.

## گزیدهٔ بازیگران
- ژرار دوپاردیو
- هلن ونسان
- ژروم کیرشر
- بول اوژیه
- ژان-پیر ماریل
- کاترین سمی
- سوفی کاتانی
- ویکتوریا آبریل
- استفان گران-تی‌یه
- ایرن ژاکوب
- موریل روبن
- برونو تودشینی
- کلیر نبوت
- کاترین آلگره
- پیر آردیتی
- اور آتیکا
- ساندرین بونر
- ژرالدین پلاس
- شارل برلینگ
- ژولی دپاردیو
- ژاکوس اسپیسر
- یولاند مورو
- نیلز آرستراپ
- سارا مارتینز
- دیوید سوشی
- لورا اسمت
- ژروم کیرشر
- ژان-اوگ آنگلاد
- ماریان دنیکو
- استانیسلاس مرار
- اِوِلین بویکس
- گرگوار لوپرنس رانگه
- کریستوفر تامپسون
- دومینیک بسنئار
- نیکول گارسیا
- ایپولیت ژیراردو
- سوفی کانتون
- کاترین روول
- فلورانس دارل
- دبورا فرانسوا